# Sensus divinitatis

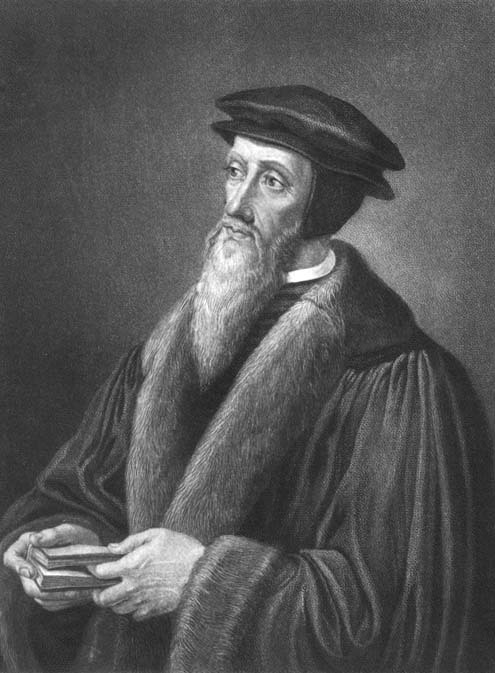
João Calvino

Sensus divinitatis (sentido da divindade) é uma terminologia usada por João Calvino para descrever um sentido humano hipotético. Ao invés de conhecimento do ambiente envolvente, como através do sentido do olfacto ou visão, o sensus divinitatis dá alegadamente aos humanos o conhecimento de Deus.
Na perspectiva de Calvino, não existe uma não-crença razoável. O sensus divinitatis é usado para argumentar que não existem verdadeiros ateus.
Alvin Plantinga propõe uma forma modificada deste sentido, em que todos os humanos o têm, mas não funciona de forma perfeita em alguns devido ao pecado.